# Callistopora
Callistopora is een monotypisch mosdiertjesgeslacht uit de familie van de Cribrilinidae en de orde Cheilostomatida. De wetenschappelijke naam ervan is in 2005 voor het eerst geldig gepubliceerd door Winston.

## Soorten
- Callistopora agassizii (Smitt, 1873)